# 环角鱼科
环角鱼科（学名：Gyrodontidae）为辐鳍鱼纲的一个科。

## 下级分类
本科包括以下属：
- 环角鱼属 Gyrodus Agassiz, 1833
- Iemenja Wenz, 1989